# 854
Năm 854 là một năm trong lịch Julius.